# Royal Blood (groupe)
Pour les articles homonymes, voir Royal Blood.
Royal Blood est un groupe britannique de stoner rock, originaire de Brighton, dans le Sussex de l'Est, en Angleterre, et fondé en 2013. Le duo a sorti 4 albums, entre 2014 et 2023

## Histoire

### Débuts et tournée (2013–2015)

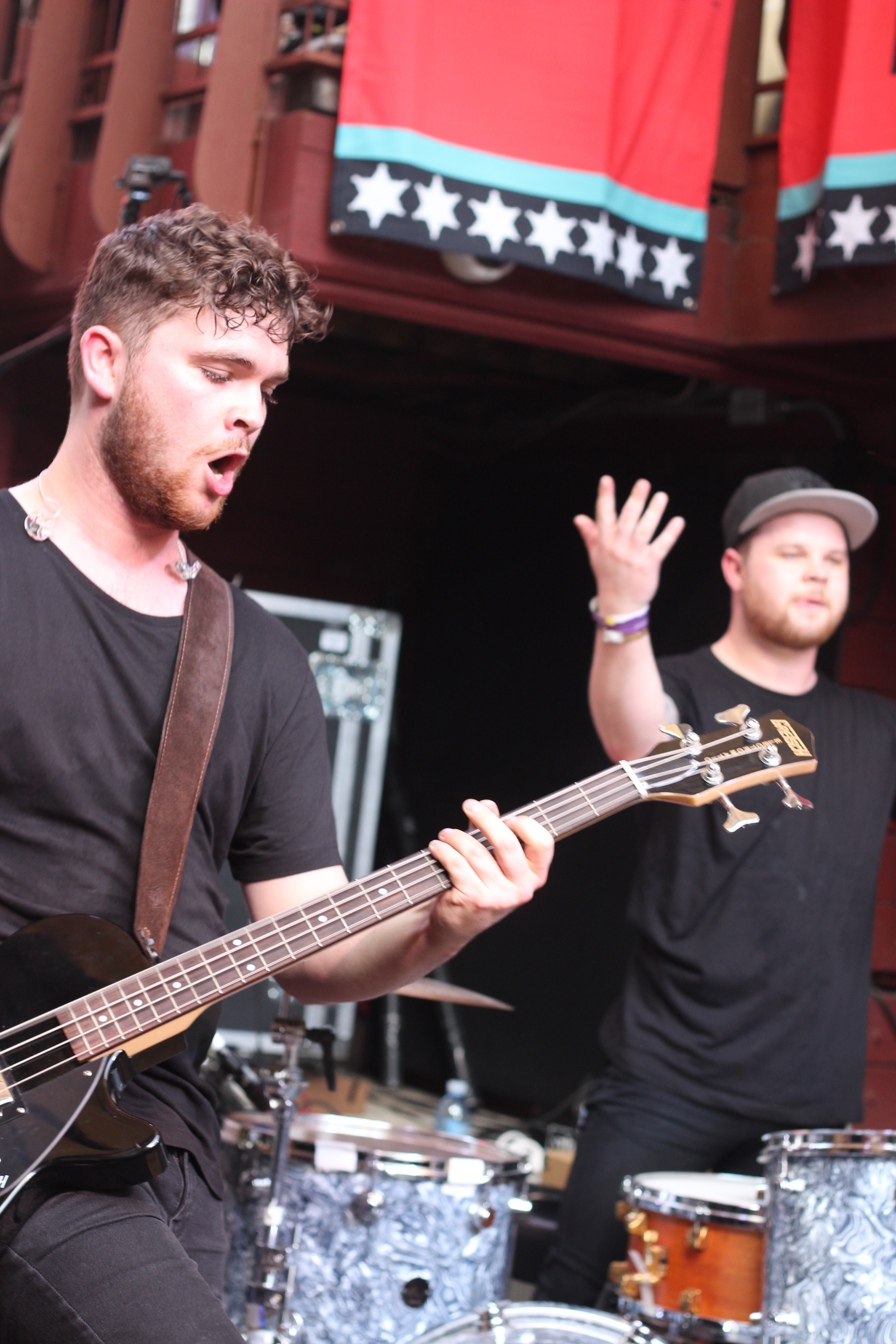
Royal Blood en concert en 2014.

Le duo composé du chanteur et bassiste Mike Kerr, et du batteur Ben Thatcher, s'est formé à Worthing, en Angleterre, durant l’année 2013. Ils jouent leur premier concert à peine deux jours après le retour de Mike d’Australie où ils y faisaient un « job d’été ». Durant l’été 2013 pendant le festival Glastonbury Matt Helders le batteur d’Arctic Monkeys est aperçu portant un t-shirt de Royal Blood avant même la sortie du premier single du groupe. Le 11 novembre 2013, le duo prometteur dévoile son premier single Out of the Black suivi de sa face B nommée Come On Over,.
En novembre 2013, le groupe est annoncé pour faire la première partie d’Arctic Monkeys pour leurs deux dates au Finsbury Park en mai 2014. Puis en décembre 2013, le duo a été nommé pour le « BBC Sound of 2014 ».
Le duo dévoile ensuite leur deuxième single, Little Monster, le 11 février 2014. Par la suite, le groupe sort un EP quatre titres avec Out of the Black, Little Monster, Come On Over et Hole. Leur premier album, éponyme, est mis en vente le 25 août 2014. Durant l’été 2014 le groupe écume les plus grands festivals tels que le SXSW, Liverpool Sound City, Download Festival, Glastonbury, Rock Werchter, T in the Park, Reading et Rock en Seine à Paris, ou encore le cabaret Vert à Charleville-Mézières, en France. À partir de la fin 2014, le duo entreprend une tournée mondiale, à travers des salles plus ou moins grandes (Paradiso d'Amsterdam, Olympia de Paris, Alcatraz de Milan...)
Leur premier album studio, Royal Blood, est publié le 25 août 2014 chez Warner Records. Bien accueilli par la presse spécialisée, il est sacré par l'Official Charts Company meilleur premier album de rock le plus rapidement en trois ans au Royaume-Uni. La couverture, réalisée par le britannique Dan Hiller, remporte le prix du « Best Art Vinyl » en 2014. Le single Out of the Black est utilisé pour une vidéo de lancement du jeu vidéo Elite : Dangerous développé et édité par Frontier, ainsi que dans le générique de fin du film Who Am I: Kein System ist sicher en 2014 mais également dans l'épisode 3 de la saison 2 de la série Peaky Blinders en version instrumentale. Le single Come On Over est également utilisé dans la série Peaky Blinders, saison 2 épisode 6. Royal Blood assure la première partie des Foo Fighters pour la tournée du nouvel album Sonic Highways pendant tout l'été 2015.
Le single Blood Hands est diffusé en première chanson du générique final du film Divergente 2 sorti le 18 mars 2015. Le single Figure It Out apparaît dans l'épisode 11 saison 1 de la série Gotham. Ce titre apparaît aussi dans le film Entourage mais également dans la publicité Samsung dédiée au Galaxy S7 ainsi que sur la publicité pour le Nissan Qashqai en septembre 2016. Le single Careless est utilisé comme générique d’ouverture de l’émission Tattoo Cover.

### How Did We Get So Dark?(2015–2017)
Les 29 et 30 août 2015, Royal Blood joue aux Festivals de Reading and Leeds. Pendant ces performances, ils jouent un nouveau morceau intitulé Hook, Line and Sinker. Le groupe ouvre pour les Foo Fighters dans le cadre du Festival d'été de Québec, au Canada, le 11 juillet 2015, et lors du Break a Leg Tour des Foo Fighters les 5 et 6 septembre 2015, à Milton Keynes (Angleterre). En octobre 2015, le groupe termine de tourner en soutien à son premier album.
Le 29 mars 2016, le groupe publie un nouveau morceau, Where Are You Now? qui sera réenregistré pour leur deuxième album, How Did We Get So Dark?.
En 2017, Royal Blood participe au WayHome Music and Arts Festival d'Oro-Medonte, en Ontario. En avril 2017, Royal Blood annonce des concerts britanniques à commencer par Cambridge le 17 mai pour finir à Leicester le 20 mai. En juin 2017, Royal Blood joue au Glastonbury sur le Pyramid Stage. Le 5 juin, le groupe annonce une tournée en Europe entre octobre et novembre 2017 dont une date au Zenith de Paris (France) le 9 Novembre 2017.. Le 16 juin 2017 sort enfin l'album How Did We Get So Dark ?, couronné dès sa sortie.

### Typhoons(2019–2021)
En 2019, le groupe joue lors d'un concert la chanson Boilermaker, chanson exclusive qui se retrouvera dans leur album suivant.
Fin 2020, le single Trouble's Coming est dévoilé : le groupe annonce par la même occasion l'arrivée de leur troisième album, Typhoons, le 30 avril 2021. Par rapport aux deux précédents albums, orientés vers un rock plus brut, celui-ci se démarque par des sonorités électroniques mêlées au rock et un style plus dansant, deux autres singles sortent en Janvier et Mars 2021 avant la sortie de l'album : Typhoons et Limbo. Dés sa première semaine de vente, il se vend à 40 000 exemplaires au Royaume-Uni et se classe 1er des charts au Royaume-Uni et en Irlande bien qu'il n'obtienne pas les ventes des deux premiers albums. En 2021, le groupe joue quelques dates en Europe et Amérique du Nord dans les festivals et théâtres en Angleterre.

### Back to the Water Below(depuis 2022)
Durant l'été 2023, ils sortent les singles Mountains at Midnight et Pull me Through les 25 mai et 13 juillet respectivement. ils jouent en première partie du groupe britannique Muse dans certains stades en Europe dans le cadre du Will of the People World Tour. 
Début juillet, ils annoncent la sortie de leur 4e album studio, Back to the Water Below pour le 1er septembre 2023 ainsi que l'annonce d'une tournée dans les salles, théâtres et festivals en Europe, Amérique latine, Océanie,  Asie et Amérique du Nord entre septembre 2023 et juillet 2024. Ils passeront à Paris pour deux dates à l'Olympia les 22 et 23 juin 2024 dans le cadre de la tournée. Il feront notamment partie des affiches du Rock Am Ring, Rock Am Park, Download, Hellfest, Les Eurockéennes de Belfort, I-Days et Rock Werchter durant l'été 2024.

## Style musical et influences
La basse de Mike produit un son « rond » typique de la basse, mais aussi un son de distorsion, caractéristique de la guitare électrique. La basse de Mike est en fait reliée à deux amplificateurs, l'un pour basse, l'autre pour guitare. En ajoutant à tout cela un dispositif de pédales.
En 2013, le chanteur Mike Kerr s’adresse à une radio australienne et cite parmi ses influences Steven Hamblin, du groupe de rock Graces Collide. Dans une autre interview il cite également les artistes Jeff Buckley et Dave Grohl, ainsi que les groupes Foo Fighters et White Stripes. En 2014, le guitariste de Led Zeppelin, Jimmy Page, raconte avoir adoré un concert de Royal Blood à New York. De même, Howard Stern et les groupes Arctic Monkeys et Muse se présentent comme fans du groupe.

## Membres
- Mike Kerr – chant, basse, claviers (depuis 2011)
- Ben Thatcher – batterie (depuis 2013)

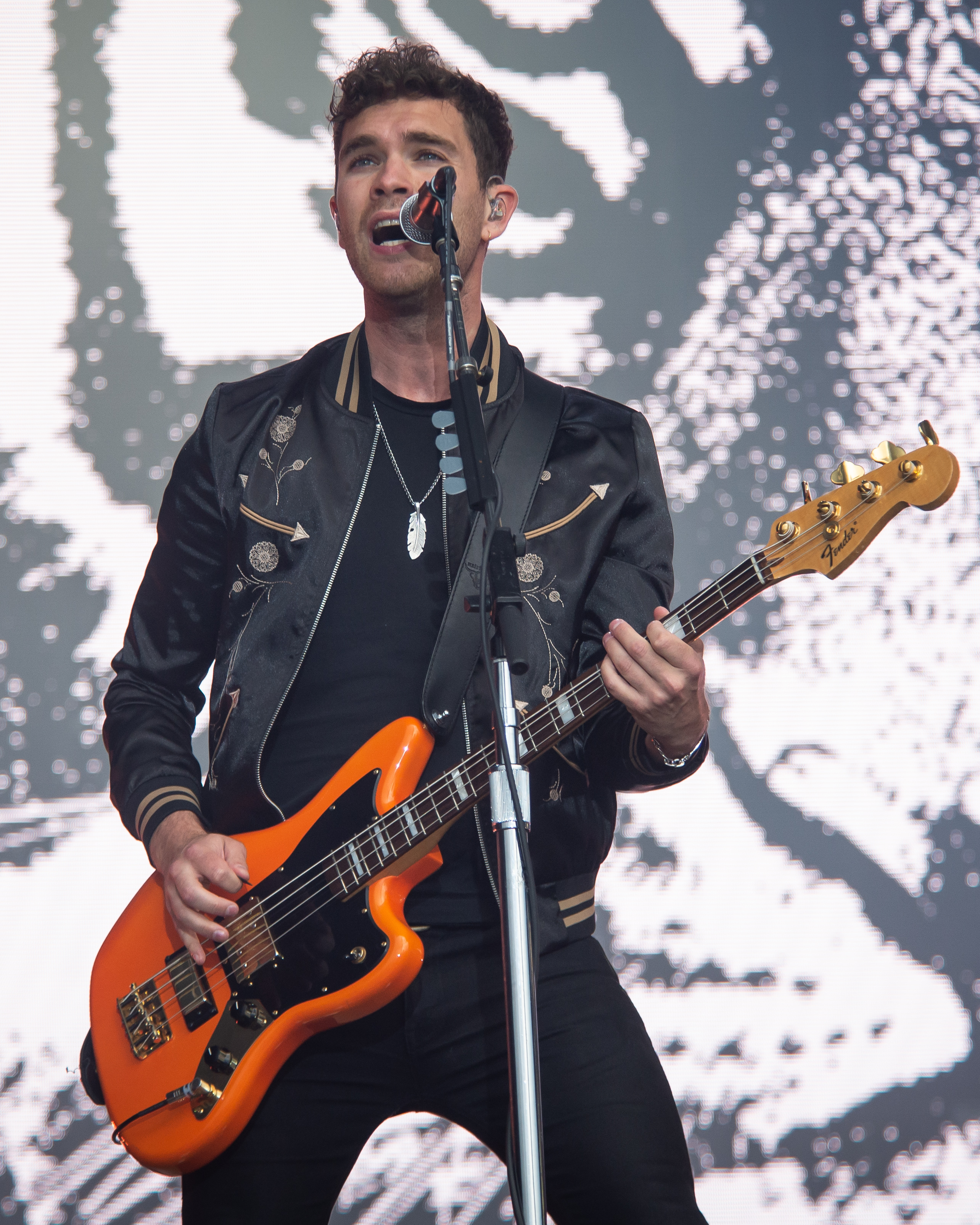
Mike Kerr.
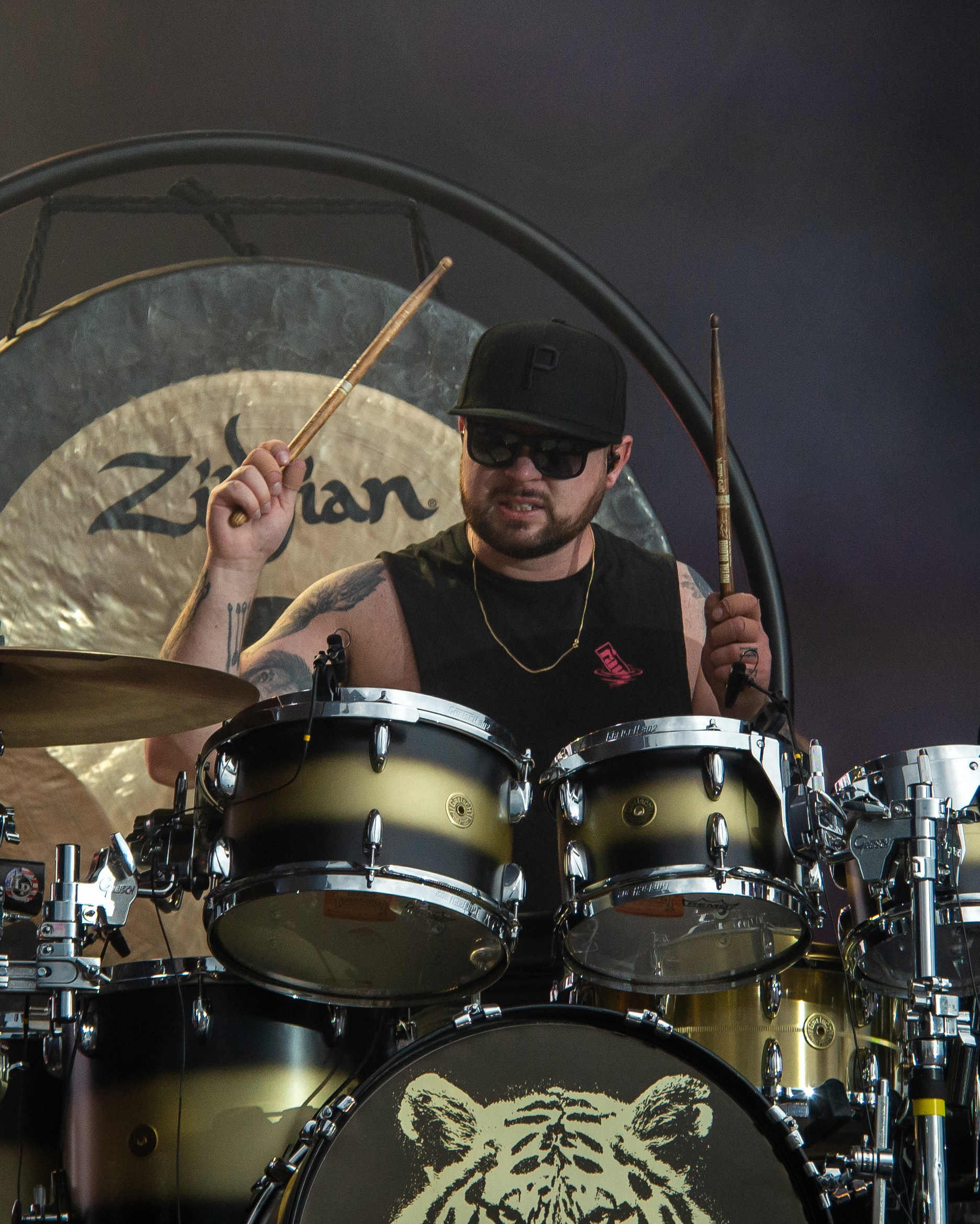
Ben Thatcher.

## Discographie

### Albums studio
- 2014 : Royal Blood (Warner)
- 2017 : How Did We Get So Dark? (Warner)
- 2021 : Typhoons (Warner)
- 2023 : Back to the Water Below (Warner)

### Singles et EP
| Année                                                                                       | Titre                           | Meilleure position | Meilleure position | Meilleure position | Meilleure position | Meilleure position | Meilleure position | Album                   |
| Année                                                                                       | Titre                           | UK                 | UK Rock            | US Rock            | US Alt.            | US Main.           | CAN Rock           | Album                   |
| ------------------------------------------------------------------------------------------- | ------------------------------- | ------------------ | ------------------ | ------------------ | ------------------ | ------------------ | ------------------ | ----------------------- |
| 2013                                                                                        | Out of the Black (EP) (en)      | 78                 | 1                  | 47                 | 31                 | 2                  | 35                 | Royal Blood             |
| 2014                                                                                        | Little Monster (en)             | 74                 | 1                  | —                  | —                  | —                  | —                  | Royal Blood             |
| 2014                                                                                        | Come On Over (en)               | 68                 | —                  | —                  | —                  | —                  | —                  | Royal Blood             |
| 2014                                                                                        | Figure It Out (en)              | 50                 | —                  | —                  | —                  | 20                 | —                  | Royal Blood             |
| 2017                                                                                        | Lights Out (en)                 |                    |                    |                    |                    |                    |                    | How Did We Get So Dark? |
| 2017                                                                                        | Hook, Line and Sinker           |                    |                    |                    |                    |                    |                    | How Did We Get So Dark? |
| 2017                                                                                        | I Only Lie When I Love You (en) |                    |                    |                    |                    |                    |                    | How Did We Get So Dark? |
| 2020                                                                                        | Trouble's Coming (en)           |                    |                    |                    |                    |                    |                    | Typhoons                |
| 2021                                                                                        | Typhoons (en)                   |                    |                    |                    |                    |                    |                    | Typhoons                |
| 2021                                                                                        | Limbo (en)                      |                    |                    |                    |                    |                    |                    | Typhoons                |
| 2021                                                                                        | Boilermaker                     |                    |                    |                    |                    |                    |                    | Typhoons                |
| 2021                                                                                        | Sad But True                    |                    |                    |                    |                    |                    |                    | (aucuns)                |
| 2022                                                                                        | Honeybrains                     |                    |                    |                    |                    |                    |                    | (aucuns)                |
| 2023                                                                                        | Mountains At Midnight           |                    |                    |                    |                    |                    |                    | Back to the Water Below |
| 2023                                                                                        | Pull Me Through                 |                    |                    |                    |                    |                    |                    | Back to the Water Below |
| « — » désigne un single qui n'apparaît pas dans les charts ou n'est pas sorti dans le pays. |                                 |                    |                    |                    |                    |                    |                    |                         |